# Sinxarixkun
Sinxarixkun (Sin-xar-ixkun) fou rei de Babilònia (vers 627 i/o 626 aC) i d'Assíria (626 a 612 aC) que seria el rei Saràkos (Saracus) de l'historiador Berós. Hi ha molt poques fonts sobre el seu regnat.
Era fill d'Assurbanipal. A la mort de Kandalanu de Babilònia, hauria ocupat aquest tron, bé per designació del seu germà Aixuretililani o per la força. En tot cas si fou designat pel seu germà va entrar immediatament en revolta i el rei d'Assíria va haver d'anar al sud per combatre'l però fou derrotat i mort a la batalla de Nippur. Sinxarixkun va aprofitar les circumstàncies per anar a Nínive on hauria estat reconegut rei, mentre les forces assíries que havien restat al sud elevaven al tron al general Sinxumulixir, que gairebé només va dominar part de Babilònia. El caldeu Nabopolassar va aprofitar aquesta anarquia per revoltar-se i al cap de pocs mesos va eliminar el general usurpador, mentre Sinxarixkun es consolidava a Assíria.
Nabopolassar va entrar a Babilònia on fou acollit pels notables, que li eren favorables; va intentar conquerir Nippur, on estaven les forces assíries, però Sinxarixkun ho hauria pogut evitar enviant reforços a la ciutat, però no va poder evitar la coronació de Nabopolassar a Babilònia i després els caldeus es van apoderar d'altres territoris.
Sinxarixkun va recuperar Uruk vers el 624 aC però poc després la va perdre. Sinxarixkun va enviar el 623 aC un exèrcit considerable a Babilònia però llavors va esclatar una revolta a la mateixa Assíria. Una part de l'exèrcit fou enviat de retorn però es va rendir sense lluita i el cap rebel (de nom desconegut) es va proclamar rei a Nínive. Sinxarixkun va haver de tornar amb totes les forces per sufocar la revolta. Però això va donar temps a Nabopolassar per consolidar el seu poder al sud ocupant Nippur el 621 aC. El rei caldeu va intentar aliances i especialment va buscar la dels manda, els pobles nòmades indoeuropeus (iranians, medes, escites, als que estaven units els maneus i altres pobles establerts amb anterioritat) establerts a la part nord-est de l'imperi, que aspiraven a dominar Assíria. L'exèrcit assiri cada cop tenia menys força i a partir del 616 aC Nabopolassar va poder fer incursions al nord aliat a aquest manda i després al rei de Mèdia. El 615 aC el rei Ciaxares de Mèdia va atacar Assíria i Sinxarixkun va haver de fer front llavors cada any a atacs combinats dels seus dos enemics, un per l'est i l'altra pel sud. El 614 aC els caldeus van ocupar Assur i el 612 aC, després d'una ferotge resistència, Nínive va caure en mans dels medes, sent saquejada i incendiada. Sinxarixkun ja no torna a ser esmentat. Aixurubal·lit II, probablement germà de Sinxarixkun i fill d'Assurbanipal, tartan de l'exèrcit, va agafar el títol reial i es va establir a Haran.